# Новоалексеевка (Костанайская область)
Новоалексеевка (каз. Новоалексеевка) — село в Алтынсаринском районе Костанайской области Казахстана. Административный центр Новоалексеевского сельского округа. Находится примерно в 30 км к юго-востоку от села Убаганское, административного центра района, на высоте 194 метров над уровнем моря. Код КАТО — 393247100.

## Население
В 1999 году численность населения села составляла 1642 человек (778 мужчин и 864 женщины). По данным переписи 2009 года, в селе проживало 1034 человека (514 мужчин и 520 женщин).

## География
В 18 км к востоку от села находится озеро Алаколь, в 4 км к юго-западу от села — болото Бииктасколь, в 8 км к юго-западу — болото Теленчи, в 11 км к юго-западу — Каратомар.